# 菲利 (希腊市镇)
菲利（希臘語：Φυλή）是希腊阿提卡大區西阿提卡专区的市镇，位所在专区的东北角，行政中心为上利奥夏。市镇面积为109.13平方公里，2021年人口数量为48,157人。
此市镇设立于2011年地方政府改革中，由原三个市镇（上利奥夏、菲利、泽菲里）合并而成，而原市镇则成为此市镇的三个市区。

## 人口数据
| 年份 | 同名市区 | 整个市镇 |
| ---- | -------- | -------- |
| 1981 | 2,135    | -        |
| 1991 | 2,925    | -        |
| 2001 | 2,947    | -        |
| 2011 | 2,946    | 45,965   |
| 2021 | 3,209    | 48,157   |